# Бунвілл (Каліфорнія)
Бунвілл (англ. Boonville) — переписна місцевість (CDP) в США, в окрузі Мендосіно штату Каліфорнія. Населення — 1018 осіб (2020).

## Географія
Бунвілл розташований за координатами 39°0′41″ пн. ш. 123°22′27″ зх. д. / 39.01139° пн. ш. 123.37417° зх. д. (39.011474, -123.374043).  За даними Бюро перепису населення США в 2010 році переписна місцевість мала площу 14,35 км², уся площа — суходіл.

## Демографія
Згідно з переписом 2010 року, у переписній місцевості мешкало 1035 осіб у 372 домогосподарствах у складі 262 родин. Густота населення становила 72 особи/км².  Було 413 помешкання (29/км²).
Расовий склад населення:
| - 60,9 % — білих - 1,7 % — корінних американців - 0,9 % — чорних або афроамериканців - 0,7 % — азіатів - 0,2 % — вихідців з тихоокеанських островів - 32,9 % — осіб інших рас |

До двох чи більше рас належало 2,8 %. Частка іспаномовних становила 50,2 % від усіх жителів.
За віковим діапазоном населення розподілялося таким чином: 25,9 % — особи молодші 18 років, 61,3 % — особи у віці 18—64 років, 12,8 % — особи у віці 65 років та старші. Медіана віку мешканця становила 36,8 року. На 100 осіб жіночої статі у переписній місцевості припадало 112,1 чоловіків;  на 100 жінок у віці від 18 років та старших — 114,2 чоловіків також старших 18 років.
Середній дохід на одне домашнє господарство  становив 54 239 доларів США (медіана — 37 865), а середній дохід на одну сім'ю — 49 374 долари (медіана — 38 958). За межею бідності перебувало 20,8 % осіб, у тому числі 44,4 % дітей у віці до 18 років та 10,6 % осіб у віці 65 років та старших.
Цивільне працевлаштоване населення становило 333 особи. Основні галузі зайнятості: сільське господарство, лісництво, риболовля — 40,5 %, освіта, охорона здоров'я та соціальна допомога — 24,6 %, роздрібна торгівля — 12,3 %, будівництво — 4,5 %.